# Great Falls (Montana)

Położenie Great Falls i hrabstwa Cascade w stanie Montana

Great Falls – miasto w Stanach Zjednoczonych, w środkowej części stanu Montana, siedziba administracyjna hrabstwa Cascade, nad rzeką Missouri. Z populacją 58,4 tys. mieszkańców, jest trzecim co do wielkości miastem Montany.
Miasto leży przy autostradzie I-15. W pobliżu znajduje się Baza Sił Powietrznych Malmstrom, oraz instalacja międzykontynentalnych pocisków balistycznych (ICBM) Minuteman. W mieście rozwinął się przemysł rafineryjny, chemiczny, spożywczy oraz hutniczy.

## Urodzeni w Great Falls
- Tera Patrick (ur. 1976) – aktorka filmów pornograficznych[5]
- Robert Gordon Wasson (1898–1986) – bankier i naukowiec
- John Gibbons (ur. 1962) – baseballista i menedżer zespołu
- Lones Wigger (1937–2017) – strzelec sportowy, olimpijczyk
- Walter Coy (1909–1974) – aktor